# Cầu Kanchanaphisek

một phần của đường ô tô 9

Cầu Kanchanaphisek (tiếng Thái: สะพานกาญจนาภิเษก) là một cây cầu dây văng bắc qua sông Chao Phraya ở tỉnh Samut Prakan, Thái Lan. Đây là một phần của đường vành đai ngoài bao quanh Bangkok. Cầu này được khánh thành ngày 15 tháng 11 năm 2007 và có nhịp chính dài 500 m. Đơn vị thiết kế là Parsons Brinckerhoff.